# Emmanuel Pappoe
Emmanuel Addoquaye Pappoe (Acra, 3 de março de 1981) é um futebolista ganês, atua como zagueiro. 

## Carreira
Nasir Lamine representou a Seleção Ganesa de Futebol nas Olimpíadas de 2004, marcou no evento no empate em 2-2 frente a Itália.disputou a Copa do Mundo FIFA de 2006.